# Joystick (magazine)
Pour la publication américaine, voir JoyStik.
Pour les articles homonymes, voir Joystick.
 (août 2010).
Si vous disposez d'ouvrages ou d'articles de référence ou si vous connaissez des sites web de qualité traitant du thème abordé ici, merci de compléter l'article en donnant les références utiles à sa vérifiabilité et en les liant à la section « Notes et références ».
Joystick est un ancien magazine français de presse francophone spécialisé dans les jeux vidéo sur ordinateurs personnels. Paru initialement sous la forme d'un hebdomadaire en 1988 et 1989, il passe mensuel en 1990. Sa diffusion s'arrête en 2012.

## Historique

### Les années Sipress
Joystick Hebdo a été fondé par Marc Andersen. Son premier numéro paraît le 9 novembre 1988. Il s'agit alors d'un hebdomadaire de 32 pages (40 pages les dernières semaines), en bonne partie consacrées aux listings de cheat-code, ainsi que, plus tard, aux tests de jeux. Le magazine connaîtra 48 numéros et un hors-série, et est alors imprimé à 62 000 exemplaires.
En janvier 1990, il passe mensuel, et change son nom en Joystick. C'est à ce moment-là que les ventes décollent véritablement et qu'il devient une référence dans le domaine. En avril 1991, Henri Legoy, rédacteur en chef de l'époque Joystick Hebdo, laisse sa place à Alain Huyghues-Lacour (alias AHL). L'équipe, jusqu'ici très changeante, se stabilise alors autour de Moulinex (Cyrille Baron) et Seb pour la partie « ordinateur », Derek de La Fuente pour les reportages, et J'm Destroy, TSR (Jean-François Morisse), Trazom et Olivier Ka (Olivier Carali) pour Consoles News, le cahier central dédié aux consoles. Un cahier qui se doublera dès octobre 1991 d'une publication à part entière : Joypad.
Début 1993, le cahier Consoles News disparaît. Calor, Lord Casque Noir puis Pinky viennent alors remplacer les rédacteurs console, tandis qu'AHL cède sa place de rédacteur en chef à Claude Lucas.
Le succès du magazine vient notamment de « l'esprit Joystick »: un mélange de sérieux dans le traitement de fond des sujets et d'humour dans la forme, hérité de l'hebdomadaire Hebdogiciel, où Michel Desangles, (rédacteur en chef adjoint) puis Cyrille Baron, ont fait leurs débuts. On retrouve cet humour dans des mini-magazines encartés tel L'éclectique super valable (publié ensuite indépendamment sous le nom d'Abus dangereux) et créé (par ordre alphabétique), par Cyrille Baron, Olivier Carali, Michel Desangles et Sebastien Hamon.

### Les années Hachette
En juin 1993, Joystick est racheté par Hachette. Joystick, ainsi que Joypad, PlayStation Magazine et DVD Magazine sont regroupés au sein d'Hachette Disney Presse (bientôt Hachette Digital Presse). Une nouvelle formule voit le jour un an plus tard.
En novembre 1995, Marc Andersen quitte la direction du magazine qu'il a créé en emmenant avec lui plusieurs des rédacteurs historiques.
Quelques mois plus tard, Cyrille Baron (Moulinex) succède à Claude Lucas au poste de rédacteur en chef. De nouveaux rédacteurs sont recrutés, tels que Bob Arctor, Monsieur Pomme de Terre, Kika, Wanda, Docteur Kant, Pete Boule et bientôt Fishbone, qui rejoignent Lord Casque Noir, Iansolo et Tibérius. Seb part pour une année à San Francisco comme envoyé spécial du magazine, remplacé en 1996 par Morgan.
On parle alors de « l'esprit Joystick de la grande époque »[réf. souhaitée], esprit qui trouve notamment à s'exprimer dans les vidéos proposées sur le CD du magazine et réalisées par la rédaction, notamment Seb puis Monsieur Pomme de Terre.
En 2001, Hachette commence à envisager de se séparer de sa filiale Hachette Digital Presse, et encourage ses salariés à en organiser le rachat. Supervisé par Olivier Scamps (directeur des rédactions), ainsi que Lord Casque Noir et Ivan le Fou (rédacteurs en chef adjoints de Joystick), le rachat par les salariés n'aboutira pas, faute de réussir à obtenir un prêt bancaire suffisant.
En mars 2002, le site joystick.fr, supervisé par Ivan le Fou, ferme. Certains des membres de l'équipe quittent la rédaction, et notamment le rédacteur en chef Moulinex, remplacé par son adjoint, Lord Casque Noir.
En décembre 2002, dans le cadre d'un changement de stratégie, Hachette décide de vendre une cinquantaine de magazines, quotidiens régionaux et imprimeries. Il est prévu que ses magazines de jeux vidéo soient cédés au groupe anglais Future, qui édite en France de nombreux magazines de jeux vidéo dont Jeux vidéo Magazine ainsi que PC Jeux, concurrent direct de Joystick.
Au début de l'année 2003, un cadre de Future France vient s'installer chez Hachette pour préparer la transition, et en mai 2003, la rédaction déménage chez Future à Levallois. En juillet sort le numéro double n°150 avec Beyond Good & Evil en couverture : c'est le dernier de l'équipe Hachette Digital Presse, dont la majorité des membres fait jouer sa clause de cession dès lors que la vente est effective.
Des transfuges d'Hachette montent deux nouvelles publications : l'une, Gaming, est un mensuel édité par Neo Publishing, et l'autre, Canard PC, un hebdomadaire édité par Presse Non Stop.

### Les années Future/Yellow Media
Joystick continue dès le numéro de septembre 2003 avec une nouvelle équipe composée de nouveaux venus et de journalistes de Future (Atomic, Bishop, C_Wiz, Cyd, Blutch, Monsieur Lâm, le dessinateur Gruth, Faskil, Fumble et, un peu plus tard, Yavin) mais aussi de trois anciens : Caféine qui prend alors le poste de rédacteur en chef, Rustine (secrétaire de rédaction) et TBF (notamment responsable du DVD).
Après la relative constance des années Hachette, l'équipe sera cette fois plus changeante. Il faudra attendre le départ de Caféine, en novembre 2006, pour qu'elle recommence à se stabiliser. C'est ainsi au cours du premier semestre 2007 qu'arrivent Styx (rédacteur en chef), Chris, Sundin, Savonfou ou encore Tuttle.
En 2009, Future France, lâché par la maison-mère britannique, devient Yellow Media.
En janvier 2010, et tandis que Death Pote (par ailleurs rédacteur en chef de PC Jeux) a remplacé Styx, Joystick est totalement repensé : outre une nouvelle maquette, le magazine change de dessinateur. Les avis sont très mitigés, voire négatifs vis-à-vis de cette nouvelle formule qui n'a plus rien à voir avec celle établie treize ans plus tôt. Après deux numéros, la direction fait un pas en arrière : l'ancien dessinateur et la couverture classique reviennent.

### Les années M.E.R. 7
À la fin de 2011, échappant de peu à la liquidation, Yellow Media, racheté par le fonds d'investissement LMBO, devient M.E.R.7. L'équipe est une fois encore renouvelée : seuls restent Deez, Jika, Kracoukas, Savonfou et TBF, rejoints par Eddie Walou, Ianoo, Osef ou encore Oncle Dam.
Mais c'est aussi l'occasion pour TSR (Jean-François Morisse), ancien rédacteur, de revenir en tant que directeur adjoint du groupe. En mai 2012, sous l'impulsion du nouveau rédacteur en chef, Mister Tick, une nouvelle formule est mise en place : le magazine retrouve la pagination du numéro 1.
Malgré des retours globalement positifs, la baisse des ventes continue pour Joystick (moins de 5 000 abonnés en 2012, pour des ventes totales inférieures à 12 000 exemplaires certains mois[réf. souhaitée]) et pour les autres magazines du groupe.
Le 8 novembre 2012, M.E.R.7 est finalement placé en liquidation judiciaire. Un dernier numéro, le 260, était sorti le 23 novembre.

#### Polémique
Le 3 juillet 2012, dans le numéro « Spécial été », paraît un dossier sur le nouvel épisode de la série Tomb Raider. L'auteur y décrit une héroïne « capturée », « plaquée au sol, les mains attachées dans le dos » et ajoute entre autres que « faire subir de tels supplices à l'une des figures les plus emblématiques du jeu vidéo est tout simplement génial » et que, « s'[il] osait, [il] dirait même que c'est assez excitant ».
Dans l'édito du numéro suivant, sorti le 1er août, Mister Tick, le rédacteur en chef, annonce son départ. Il sera effectivement remplacé par Laurent Deheppe un mois plus tard.
Le 14 août 2012, une polémique éclate sur Internet, puis dans la presse, à la suite du dossier du numéro « Spécial été ». De très nombreuses réactions outrées lancent un débat sur le sexisme dans le jeu vidéo. Le départ du rédacteur en chef Mister Tick n'a cependant rien à voir avec cette polémique.

### Les années Anuman
Le 8 février 2013, l'éditeur de jeux vidéo Anuman Interactive annonce qu'il a racheté la marque Joystick.
En mars, il annonce son « premier projet autour de la marque Joystick » : Joystick Replay, un label de jeu rétro, publiant des remakes de jeux anciens tels que Darkstone, Fire & Forget, Moto Racer, North Vs South, Prehistorik, Prohibition 1930 et Titan.
Le 17 mai 2018, l'équipe de ZQSD.fr, constituée d'anciens de Joystick période M.E.R. 7, lance en accord avec Anuman un podcast consacré au magazine.

## Collaborateurs
En orange, les propriétaires ; en bleu marine : les rédacteurs en chef ; en rouge : les illustrateurs ; en bleu clair : les rédacteurs y ayant travaillé au moins trois ans.

## Joystick en dehors du support papier
Pendant une période, Joystick était vendu avec une ou plusieurs disquettes, puis avec un CD-ROM, ensuite plusieurs CD-ROM, et enfin, jusqu'en avril 2012, un DVD-ROM permettant d’inclure des jeux complets.
Joystick disposait jadis d'un serveur télématique Minitel (développé par Mic Dax) et d'un serveur web. Le site joystick.fr (dont Ivan le Fou est rédacteur en chef) connaît un certain succès, mais ferme en mars 2002 à cause du manque de rentabilité, malgré 80 000 visiteurs uniques par mois. Il a toutefois rouvert tout début 2008, sous la forme d'un sommaire du magazine, indiquant les jeux testés et rubriques, et regroupant quelques liens utiles. Il est mis à jour de façon irrégulière jusqu'en juin 2012.